# Batalla de Cap-Français (1757)
La Batalla de Cap-Français fue un enfrentamiento naval ocurrido el 21 de octubre de 1757 entre las fuerzas británicas y las fuerzas francesas a las afueras del puerto de Cap-Français (actual Cabo Haitiano) en el marco de la Guerra de los Siete Años (1756-1863). La fuerza británica, que estaba conformada por tres barcos de línea al mando del comodoro Arthur Forrest, había sido enviada a navegar frente a a la colonia francesa de Saint-Domingue (actual Haití) con la esperanza de interceptar un convoy mercante francés que iba a zarpar con destino a Francia, pero los británicos se sorprendieron al descubrir que la escolta del convoy, al mando de Guy François de Coetnempren, conde de Kersaint, había sido fuertemente reforzado con otros barcos. Entonces, los franceses salieron a ahuyentar a los británicos, tras lo cual los barcos británicos empezaron a atacar en su defensa.
Luchando contra una fuerza sustancialmente superior, los británicos infligieron un daño considerable a sus oponentes, pero a su vez sufrieron también graves daños y después de varias horas, los franceses se separaron y regresaron al puerto de Cabo Haitiano. En cambio, la escuadra británica regresó también a su puerto para realizar reparaciones. Un mes después de la batalla, el convoy francés zarparía nuevamente con destino a Francia. Cabe mencionar que aunque la batalla fue tácticamente indecisa, los oficiales británicos involucrados se convirtieron en su país en héroes populares por su audacia en la lucha contra todo pronóstico. El joven sobrino de uno de los oficiales presentes, que estuvo a tiempo de emprender también la carrera naval, era Horatio Nelson. Nelson consideró de buen augurio la fecha de la batalla, cuando 48 años después, se enfrentó a una flota francesa en la Batalla de Trafalgar.

## Antecedente
Las fuerzas británicas consistían en un escuadrón separado de tres barcos de línea al mando del comodoro Arthur Forrest , que había sido enviado desde Jamaica por el contraalmirante Thomas Cotes para interceptar un convoy francés con destino a casa. El escuadrón británico estaba formado por dos barcos de 60 cañones; el HMS  Augusta, que ondeaba el ancho gallardete de Forrest, y el HMS  Dreadnought , al mando del capitán Maurice Suckling . Con ellos estaba el HMS Edinburgh de 64 cañones, al mando del capitán William Langdon. El escuadrón llegó a Cap-Français en la mañana del 21 de octubre, esperando encontrar el convoy.
La escolta del convoy francés, al mando de Guy François de Coetnempren, conde de Kersaint, se había reforzado recientemente y, en el momento de la llegada de los británicos, constaba de cuatro barcos de línea y tres grandes fragatas. Al poseer la fuerza superior, Kersaint se hizo a la mar rápidamente cuando llegaron los británicos, con la intención de atrapar a la fuerza más pequeña. Kersaint enarboló su bandera a bordo del Intrépide de 70 cañones, y estuvo acompañado por el Sceptre de 70 cañones al mando del Capitán Clavel, el Opiniatre de 64 cañones al mando del Capitán Mollieu, el Greenwich de 50 cañones al mando del Capitán Foucault, la fragata de 44 cañones Outarde y las fragatas de 32 cañones Sauvage y Licorne.

## Batalla
Al darse cuenta de que la escolta francesa era sustancialmente más grande de lo previsto y que estaba maniobrando para interceptarlos, Forrest convocó a sus capitanes para una conferencia a bordo de su barco. Los tres capitanes se encontraron en el alcázar de Augusta, ante lo cual Forrest dijo: 'Bueno, caballeros, ven que han salido para enfrentarse a nosotros'. Suckling respondió: "Creo que sería una pena decepcionarlos", a lo que Langdon estuvo de acuerdo. Forrest luego cerró la discusión diciendo 'muy bien, vuelvan a subir a bordo de sus barcos', lo que Langdon y Suckling procedieron a hacer, ya que la conferencia duró solo medio minuto.
Luego, los británicos formaron en línea por delante y, a pesar de la gran superioridad francesa, se dirigieron hacia ellos. Suckling in Dreadnought formó la furgoneta, con Forrest en Augusta en el centro y Langdon en Edimburgo en la parte trasera. La lucha comenzó a las 15:20 y duró dos horas y media, hasta que Kersaint hizo una señal a una de sus fragatas para que remolcara su buque insignia dañado, el Intrépide , fuera de la línea. Al hacerlo, la línea francesa cayó en la confusión, con Intrépide , Superbe y Greenwich cayendo uno a bordo del otro, y fueron fuertemente cañoneados por Augusta y Edimburgo hasta que pudieron desenredarse.
Los otros barcos franceses se separaron gradualmente de la acción y se alejaron. Los británicos no estaban en condiciones de seguirlos, habiendo sufrido bajas de 23 muertos y 89 heridos, y los barcos tenían sus mástiles y aparejos cortados en pedazos. El Dreadnought había perdido sus masteleros mayor y de mesana, e incapaz de perseguir a los franceses, el escuadrón británico se retiró a Jamaica para realizar reparaciones. Kersaint, que había sido herido en la batalla, regresó a Cap-Français para realizar reparaciones y luego navegó hacia Francia con el convoy en noviembre. Las bajas francesas en la acción se estimaron entre 500 y 600 muertos y heridos, habiendo sido desarbolado Opiniatre, mientras Greenwich se había quedado en una condición muy agujereada. Los muertos y heridos en los barcos británicos ascendieron al primer teniente y ocho hombres muertos, y veintinueve heridos en Augusta , nueve muertos y treinta heridos en Dreadnought, y cinco muertos y treinta heridos en Edimburgo.

## Consecuencias
La batalla había sido indecisa, con Kersaint capaz de conducir su convoy a Francia sin ser molestado, una vez que sus barcos habían sido reparados. No obstante, los capitanes británicos fueron elogiados por su coraje y tenacidad al enfrentarse a una fuerza superior. El historiador naval John Knox Laughton declaró: "... el mérito de la acción recaía en Forrest y sus compañeros, que no habían dudado en atacar a una fuerza muy superior y la habían combatido sin desventajas". Kersaint sufrió una mayor desgracia frente a la costa francesa cuando se acercaba a su destino, cuando quedó atrapado en una tormenta, lo que provocó que Opiniatre, Greenwich y Outarde encallaran y naufragaran. La pérdida de la Greenwich el 1 de enero de 1758 marcó el final de una breve carrera para los franceses. Greenwich había sido un antiguo barco británico, que había sido capturado por un escuadrón francés al mando del comodoro Joseph de Bauffremont el 18 de marzo de 1757, mientras navegaba frente a Saint-Domingue al mando del capitán Robert Roddam. Roddam había sido perseguido durante dos días hasta que fue atropellado y capturado por el Diadème de 74 cañones y el Éveillé de 64 cañones.
El recuerdo de la batalla y la percepción del heroísmo británico persistieron durante el siglo XVIII. El sobrino de Maurice Suckling, Horatio Nelson , sabía de las hazañas de su tío, y 48 años después, en la mañana del 21 de octubre de 1805, el cirujano del HMS  Victory, William Beatty , escuchó comentar que "el 21 de octubre fue el día más feliz del año entre su familia"; pero no asignó la razón de esto. Su Señoría había tenido previamente un fuerte presentimiento de que este sería el día auspicioso, y varias veces le había dicho al Capitán Hardy y al Doctor Scott ... "El 21 de octubre será nuestro día" .El 21 de octubre fue la fecha de la victoria y muerte de Nelson en la Batalla de Trafalgar.